# انتخابات زودهنگام
انتخابات زودهنگام انتخاباتی است که زودتر از موعد مقرر برگزار شود تا سرنوشت کابینه یا دولتی را تعیین کند که هم‌اکنون در راس قدرت است اما بنا به دلایلی (مثلاً انسداد سیاسی یا فساد مالی) مورد اعتراض مردم واقع شده‌است.

## تاریخچه انتخابات زودهنگام در جمهوری اسلامی ایران

### ‎عدم کفایت سیاسی بنی صدر
اولین انتخابات زودهنگام در جمهوری اسلامی ایران ، در زمانی بود که بنی صدر اولین رئیس جمهور ایران به علت عدم کفایت سیاسی توسط مجلس برکنار شد .  آن هنگام که سال ۱۳۶۰ هجری شمسی بود ؛ انتخاباتی زودهنگام برگزار گردید و در آن زمان ، محمدعلی رجایی به عنوان دومین رئیس جمهور ایران انتخاب شد .

### ترور محمدعلی رجایی
دومین انتخابات زودهنگام در تاریخ جمهوری اسلامی ایران ، مجددا در سال ۱۳۶۰ اتفاق افتاد . علت این انتخابات ، ترور محمدعلی رجایی دومین رئیس جمهور ایران بود که تنها سی روز از شروع به خدمت او در مسند ریاست جمهوری اتفاق افتاد . در زمانی که کشور درگیر ترور های مختلفی همچون ترور رئیس جمهور رجایی و ترور مردم در خیابان بود ، این انتخابات هم انجام شد و در آن سیدعلی خامنه ای با اکثریت آراء به عنوان سومین رئیس جمهور ایران انتخاب شد .

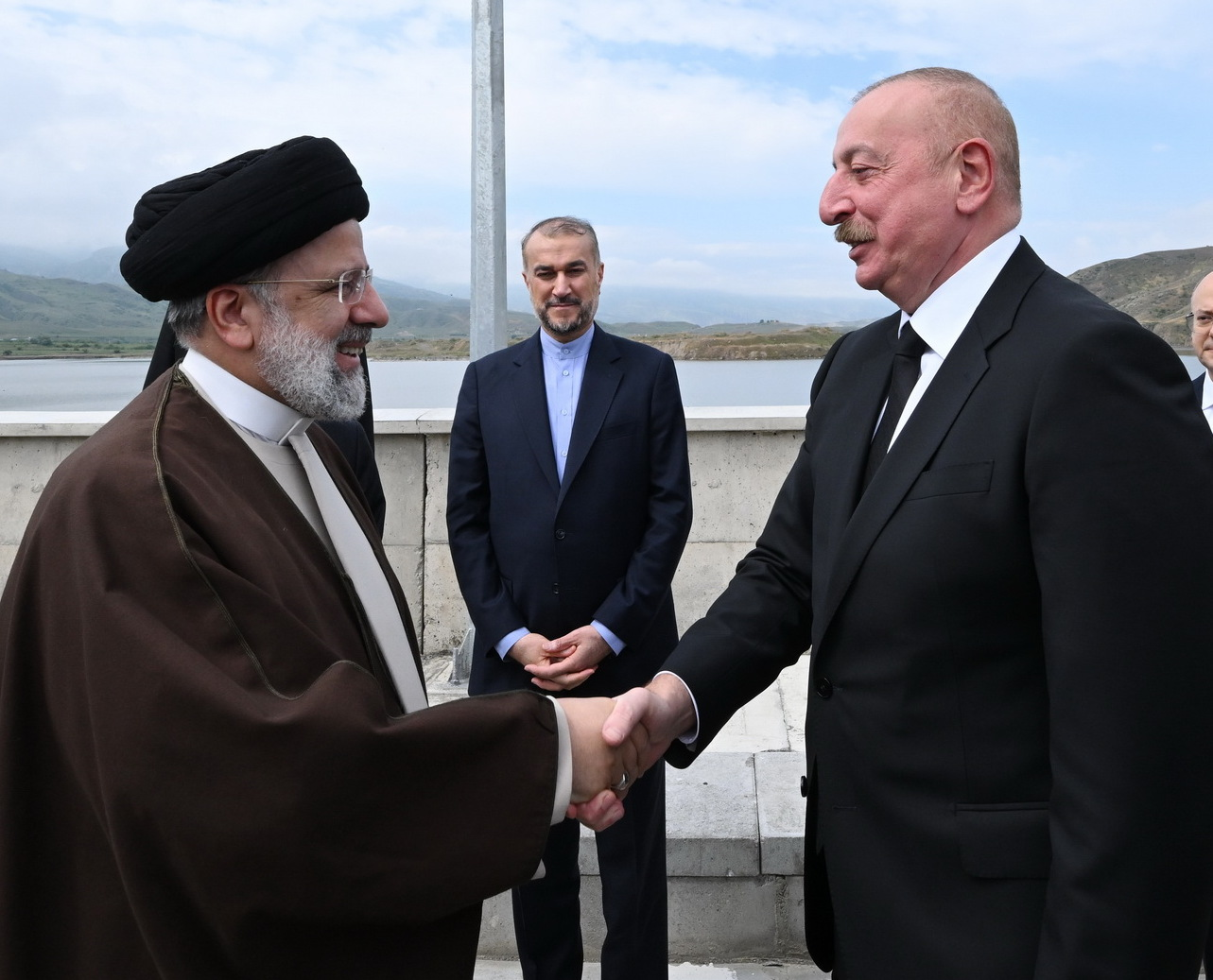
آقای رئیسی (سمت چپ) و علی اف (سمت راست) در روز حادثه ؛ مرز ایران و جمهوری آذربایجان - سد قیز قلعه سی. در وسط این تصویر ، امیرعبداللهیان وزیر خارجه وقت نیز دیده می شود.

### ‎سانحه هوایی سید ابراهیم رئیسی
هشتمین رئیس جمهور ایران ، سید ابراهیم رئیسی (که از متهمان کشتار سال ۱۳۶۷ است) برای افتتاح سد خداآفرین و سد قیز قلعه‌سی (قلعه دختر) به استان آذربایجان شرقی سفر کرده بود که در مسیر بازگشت، بالگرد حامل او دچار سانحه شد و همه سرنشینان آن اعم از سید ابراهیم رئیسی ( رئیس جمهور ) ، حسین امیرعبداللهیان ( وزیر خارجه ) ، مالک رحمتی ( استاندار آذربایجان شرقی ) و سرتیم حفاظت و دو نفر از خلبانان از دنیا رفتند . در پی این اتفاق ، دولت آقای رئیسی که قرار بود تا سال ۱۴۰۴ ادامه پیدا کند به پایان رسید و انتخاباتی زودهنگام در سال ۱۴۰۳ برگزار شد که در آن ، مسعود پزشکیان به عنوان چهاردهمین رئیس جمهور ایران انتخاب شد .

## دلایل برگزاری انتخابات زودهنگام
- تسلیم کابینه در برابر فشار افکار عمومی بین‌المللی یا مردمی و صدور فرمان انتخابات زود هنگام توسط نخست‌وزیر یا پذیرش فرمان انتخابات زودهنگام که توسط پارلمان یا رئیس‌جمهور صادر شده‌است
- انحلال کابینه به فرمان رئیس‌جمهور و صدور فرمان انتخابات زودهنگام
- استعفا ، عزل یا فوت و ... برای یک یا چند مقام اجرایی یا قانونی

این عوامل در کشورهای مختلف دنیا با یکدیگر تفاوت دارد چراکه شیوه اجرای دموکراسی در کشورهای مختلف با یکدیگر متفاوت است.